# سمير المشهراوي
سمير عبد القادر محمد المشهراوي، (ولد في رفح,1965) قيادي فلسطيني في حركة التحرير الوطني الفلسطيني فتح، ومن مؤسسي تيار الإصلاح الديمقراطي داخل الحركة.

## أصوله وجذوره العائلية
أحمد المشهراوي، الجَد الأكبر لعائلة المشهراوي، وهو مدفون في مدينة يافا، وما زال العديد من أبناء العائلة يقطنونها، هاجرت معظم عائلته عام 1948 إلى سوريا، والأردن، والضفة، وقطاع غزة، مكَث الجد الأصغر في قرية بيت دراس، وتزوج منها، وتُوفي هناك قبل هجرة عام 48, حين حدثت الهجرة هاجرت العائلة إلى قطاع غزة، وتوزّعت بين مدينة رفح وغزة، في العام 1974 استقرت العائلة في مدينة غزة.

## نشأته
تتوزع العائلة بين يافا وغزة، والجد الأكبر للعائلة هو أحمد المشهراوي، مدفون في مدينة يافا، وما زال العديد من أبناء العائلة يقطنونها، ولكن هاجر معظمها عام 48 إلى سوريا، والأردن، والضفة، وقطاع غزة. الجد الأصغر مكَث في قرية بيت دراس، وتزوج منها، وتُوفي هناك قبل هجرة عام 48، وحين حدثت الهجرة هاجرت العائلة إلى قطاع غزة، وتوزعت بين مدينة رفح وغزة. في عام 1974 استقرت العائلة في مدينة غزة، حيث معظم العائلة يقطنونها. بدأ ينضج في ظل واقع نكسة حرب حزيران وما تلاها من احتلالٍ مرير لقطاع غزة والضفة الغربية الأمر الذي كان بداية التوجه إلى الفكري الوطني له وللأسرة كلها.

## نشاطه السياسي المبكر
نضج فكر «المشهرواي» في ظل واقع نكسة حرب حزيران، وما تلاها من احتلال مرير لقطاع غزة، والضفة الغربية، الأمر الذي كان يمثل بدايةَ التوجه الفكري الوطني الناضج بالنسبة له، بدأ نشاطه الوطني في مرحلة الدراسة الثانوية، حيث كان من القيادات الطلابية، التي قادت المظاهرات ضد قوات الاحتلال،وانخرط مبكرًا في هذا العمل ولم يتعد بعدُ السادسة عشرة من عمره، تم اعتقاله من مدرسة يافا الثانوية بمدينة غزة وهو في السادسة عشر من عمره، جراء تحريضه الطلاب على المشاركة في التظاهرات؛ إحياء للمناسبات الوطنية، ثم أُفرج عنه بعد دفع غرامة مالية.

## الإنضمام لحركة فتح
انتمى لحركة فتح داخل المعتقلات الإسرائيلية، وكان نشيطا داخل المعتقلات، وتبوأ العديد من المناصب القيادية داخل المعتقلات، حتى أضحى من قيادة الحركة الأسيرة المعروفة والمشهود لها. تم الإفراج عنه بعد انقضاء مدة حكمه عام 1987، وبعد شهور قليلة اندلعت الانتفاضة الفلسطينية في ديسمبر 1987، فشارك في أحداثها منذ بدايتها بتشكيل لجان دعم المخيمات، وتوجيه الصحافة الأجنبية لتغطية الأحداث، وكشف الجرائم الإسرائيلية خلال الانتفاضة، مما أدى إلى اعتقاله إداريا في مارس 1988 بعد أسبوع من زواجه لمدة 6 أشهر دون محاكمة، وكذلك اعتقال أشقائه محمد و زياد المشهراوي في نفس المدة، وأفرج عنه من الاعتقال الإداري في أكتوبر 1988. في ديسمبر 1988 تم تكليفه من قِبل قيادة حركة فتح؛ ليكون أحد أعضاء القيادة الوطنية الموحدة للانتفاضة، ومعه مجموعة من قيادات وكوادر فتح في قطاع غزة, منهم المناضلون طلال أبو اسبيتان، و رشيد أبو شباك، وجمال أبو حبل، ورمضان النجار، وسعيد عياد، والشهداء أحمد أبو ابطيحان، وجمال عبد النبي، وأحمد خضرة، وموسى عبد النبي. وبعد شهور تمت مداهمة بيته بهدف اعتقاله، ولم يكن موجودًا في البيت، ليصبح بعدها من أوائل المطاردين والمطلوبين لقوات الاحتلال الإسرائيلي في تلك الحقبة. اعتبر المشهراوي من أصغر القيادات سنا، حيث كان يقود حركة فتح في قطاع غزة، وعضوا في القيادة الموحدة للانتفاضة وهو في الثالثة والعشرين من عمره. استمر مطارَدا من قِبل الجيش الإسرائيلي لـ 10 شهور إلى أن تم القبض عليه، ومعه الشهداء أحمد أبو ابطيحان (الذي اغتالته القوات الإسرائيلية الخاصة بعد ذلك بسنوات عام 1993)، و الشهيد موسى عبد النبي، الذي وافته المنية عام 2018 بعدما أمضى أكثر من 14 عاما في المعتقلات الإسرائيلية، وتم القبض عليهم في قرية بيت لاهيا شمال قطاع غزة، في منزل يعود لعائلة حمودة، حيث تمت مداهمة المنزل من قِبل القوات الخاصة الإسرائيلية. حكمت المحكمة الإسرائيلية على سمير المشهراوي بالسجن خمس سنوات، وعلى أحمد أبو ابطيحان (الشهيد لاحقا) بالسجن ثلاث سنوات، وعلى المناضل موسى عبد النبي بالسجن 3 سنوات. أُفرج عن المشهراوي عام 1994 بعد قضاء مدة حكمه البالغة خمس سنوات، وتزامن الإفراج عنه مع قدوم السلطة الوطنية الفلسطينية بعد توقيع اتفاق أوسلو.

## في السلطة الوطنية الفلسطينية
عمل مراقبا  عاما في جهاز الأمن التابع للسلطة الفلسطينية حتى اندلاع انتفاضة الأقصى عام 2000 بعد دخول شارون باحة المسجد الأقصى المبارك. استقال سمير المشهراوي من جهاز الأمن، وتفرغ للعمل في قيادة حركة فتح، حيث كلفه ياسر عرفات (أبو عمار) ليكون عضوا في اللجنة الحركية العليا لفتح في قطاع غزة، التي كانت تقود حركة فتح آنذاك في القطاع. شارك المشهراوي في قيادة انتفاضة الأقصى من خلال مشاركته في لجنة المتابعة العليا ممثلا لحركة فتح، إلى جانب ممثلي الفصائل الفلسطينية الأخرى كممثلي حماس آنذاك، الشهيد عبد العزيز الرنتيسي، والشهيد إسماعيل أبو شنب، وإسماعيل هنية، وممثلي الجهاد الإسلامي محمد الهندي، ونافذ عزام، وخالد البطش، وممثلي الجبهة الشعبية جميل المجدلاوي، وكايد الغول، وممثلي الجبهة الديمقراطية صالح زيدان، وباقي ممثلي الفصائل الأخرى. ربطته علاقة مميزة -وما زالت- مع معظم قيادات العمل الوطني الفلسطيني والفصائل الفلسطينية في المراحل كافة، وخلال الأزمات، وكان يعتبر من الشخصيات الوطنية، التي تستطيع أن تؤثر وتجمّع وتتعالى فوق الخلافات الصغيرة. اعتذر عن المشاركة في الحكومات المتعاقبة، حيث عُرض عليه منصب وزير لأكثر من مرة في عهد ياسر عرفات، ثم في عهد محمود عباس، لكنه اعتذر عن قبول هذه المناصب، وآثر العمل في صفوف حركة فتح. كان دائما صاحب صوت جريء في مواجهة الفساد والفاسدين، وعُرف عنه مجاهرته بمواقفه أمام متخذي القرار السياسي، سواء في عهد عرفات أو محمود عباس، وساعده في ذلك ترفّعه عن قبول المناصب التي عرضت عليه. اعتبر أن قيادة فتح خاصة في عهد محمود عباس غارقة في الفساد.

## أبرز كلماته
- «وحدتنا الوطنية حِصنُنا المنيع إزاء كل المؤامرات، ومشاريع التصفية».
- «مصر والفلسطينيون شركاء مصير، وفلسطين لن تحرر إلا بمصر قوية».
- «قلي ما يندار رجمي وأنت أمي وذاك حزبي وعز أبوي المالواني وما لويته قلي ما ينهار تيار بيدي بنيته».

## لقاءاته علىقناة الغد
- برنامج لقاء خاص

1. القضية الفلسطينية، والانقسام السياسي، وأداء الرئيس الفلسطيني محمود عباس، واعتقالات حماس لأبناء فتح في غزة، بالإضافة إلى النظام السياسي الفلسطيني وأهمية إعادة بنائه على شراكة حقيقية.
2. المصالحة الفلسطينية في لقاء خاص ويكشف كواليس اللقاءات بين فتح وحماس في القاهرة ودور القيادي الفلسطيني محمد دحلان في المصالحة وتقريب وجهات النظر
3. سمير المشهراوي القيادي في حركة فتح مع الإعلامي سيف الدين شاهين في لقاء خاص مع الغد.

## لقاء على قناةسكاي نيوز
- برنامج حوار الليلة

1. لقاء حول الحرب على غزة ومعاناة الشعب الفلسطيني في غزة

## لقاء على قناةإم بي سي مصر
- برنامج اخبار اخر ساعة

1. نفى الأخ سمير المشهراوي القيادي في حركة فتح البيان الذي خرج باسم المركزية ان يكون له علاقة بالمركزية فهو لم يسبقه اجتماع للجنة المركزية والإخوة في اللجنة المركزية عبروا عن عدم علمهم بهذا البيان